# Acerinox
Acerinox, S.A. (ticker de la Bolsa de Madrid: ACX) es un grupo empresarial multinacional español, con sede en Madrid, dedicado a la fabricación de aceros inoxidables. Es uno de los grandes productores de acero del mundo.

## Historia
En 1970, dos empresas siderúrgicas japonesas, la Nissho Iwai y la Nisshin Steel, llegaron a un acuerdo con el banco español Banesto para crear una empresa conjunta dedicada a la fabricación de acero inoxidable en la comarca del Campo de Gibraltar. La nueva empresa se denominó Acerinox y contaba con un capital inicial de 600 millones, de los cuales el 65% serían aportados por Banesto. La producción comenzaría en 1972.

## Fábricas

### España
- Fábrica de Acerinox del Campo de Gibraltar: Se encuentra en la localidad andaluza de Los Barrios. Fue fundada en 1970[2] y es la primera del grupo, donde además se encuentra la sede social de su filial Acerinox Europa, S.A.U.[4] Es una de las mayores factorías integrales del mundo y la primera en superar el millón de toneladas por año, hecho que tuvo lugar en el año 2001. Fabrica productos planos.[2]

- Aceros Roldán S.A: Se encuentra en la localidad leonesa de Ponferrada. Fabrica producto largo.

- Inoxfil S.A.: Se encuentra en la localidad catalana de Igualada. Fabrica alambre de acero inoxidable.

### Resto del mundo
- North American Stainless, N.A.S.: Se encuentra en Kentucky, Estados Unidos. Es filial de Acerinox S.A. y fue fundada en 1990. Fabrica productos planos[2] y largos.[5]

- Columbus Stainless: Se encuentra en Middelburg, Sudáfrica.[6] Entra a formar parte del grupo Acerinox en 2002, inicialmente con un 64%. En 2005 Acerinox elevó su participación en Columbus Stainless al 76%. Fabrica producto plano.[2]

- Haynes International: Adquirida en 2024, se encuentra en Kokomo (Indiana) con instalaciones de fabricación también en Arcadia (Luisiana) y Mountain Home (Carolina del Norte). Produce aleaciones especiales resistentes a la corrosión y las altas temperaturas.[7]

- VDM Metals: Se encuentra en Werdohl, Alemania. Cuenta con siete centros de producción (cinco en Alemania y dos en Estados Unidos). Adquirida en 2020 por el grupo Acerinox, fabrica productos de aleaciones de alto rendimiento, siendo el líder mundial en su sector.[8]

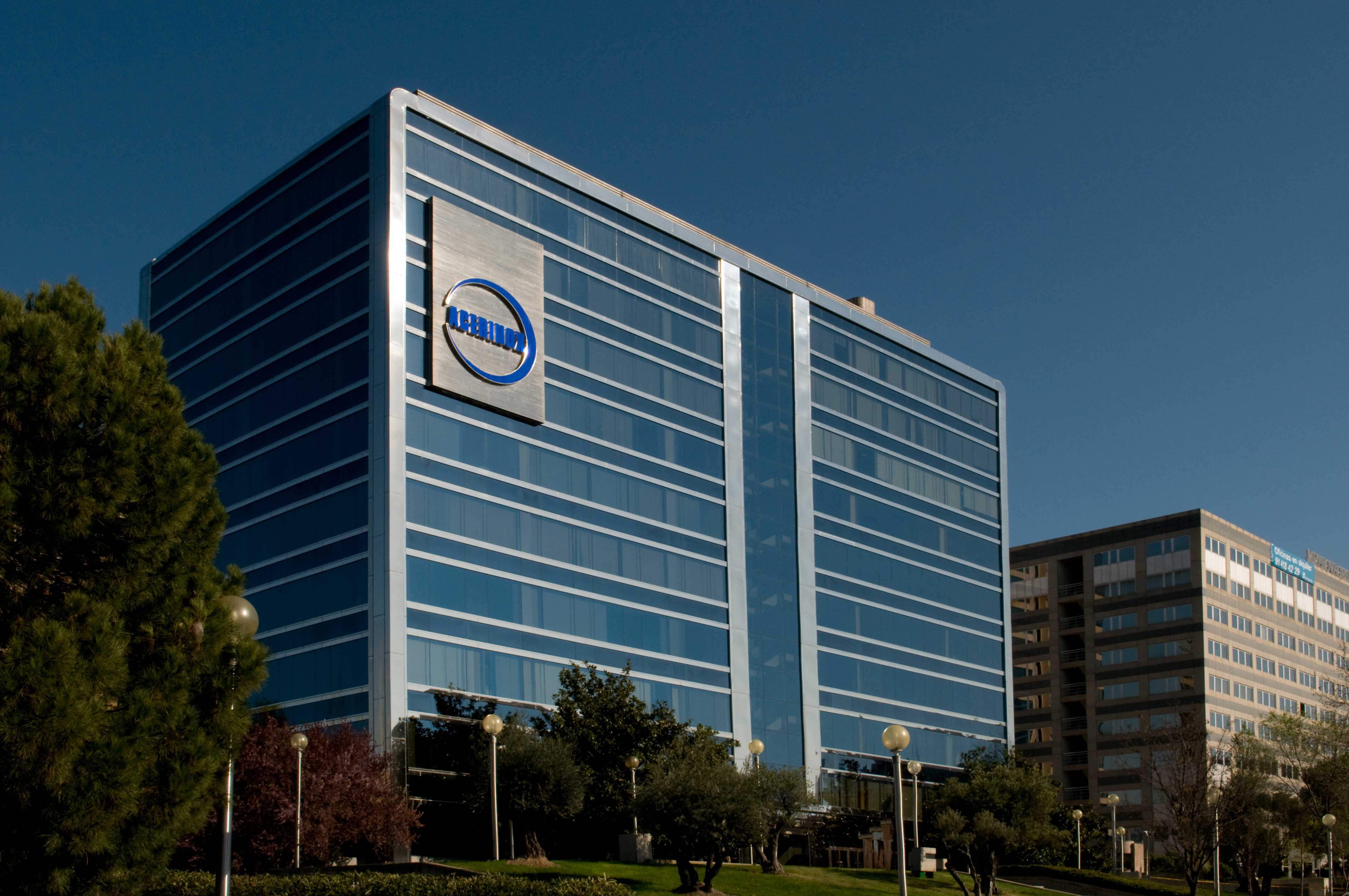
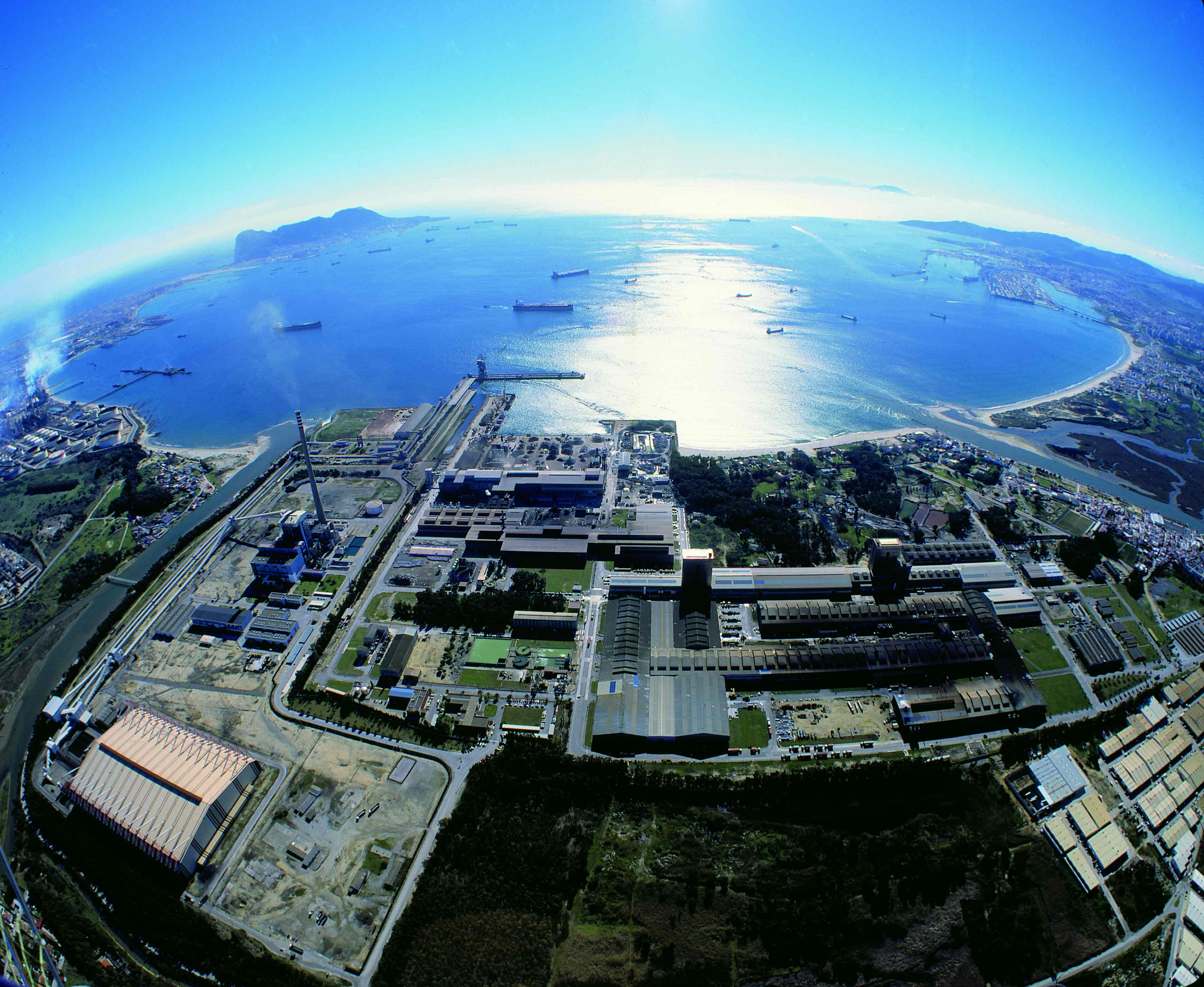
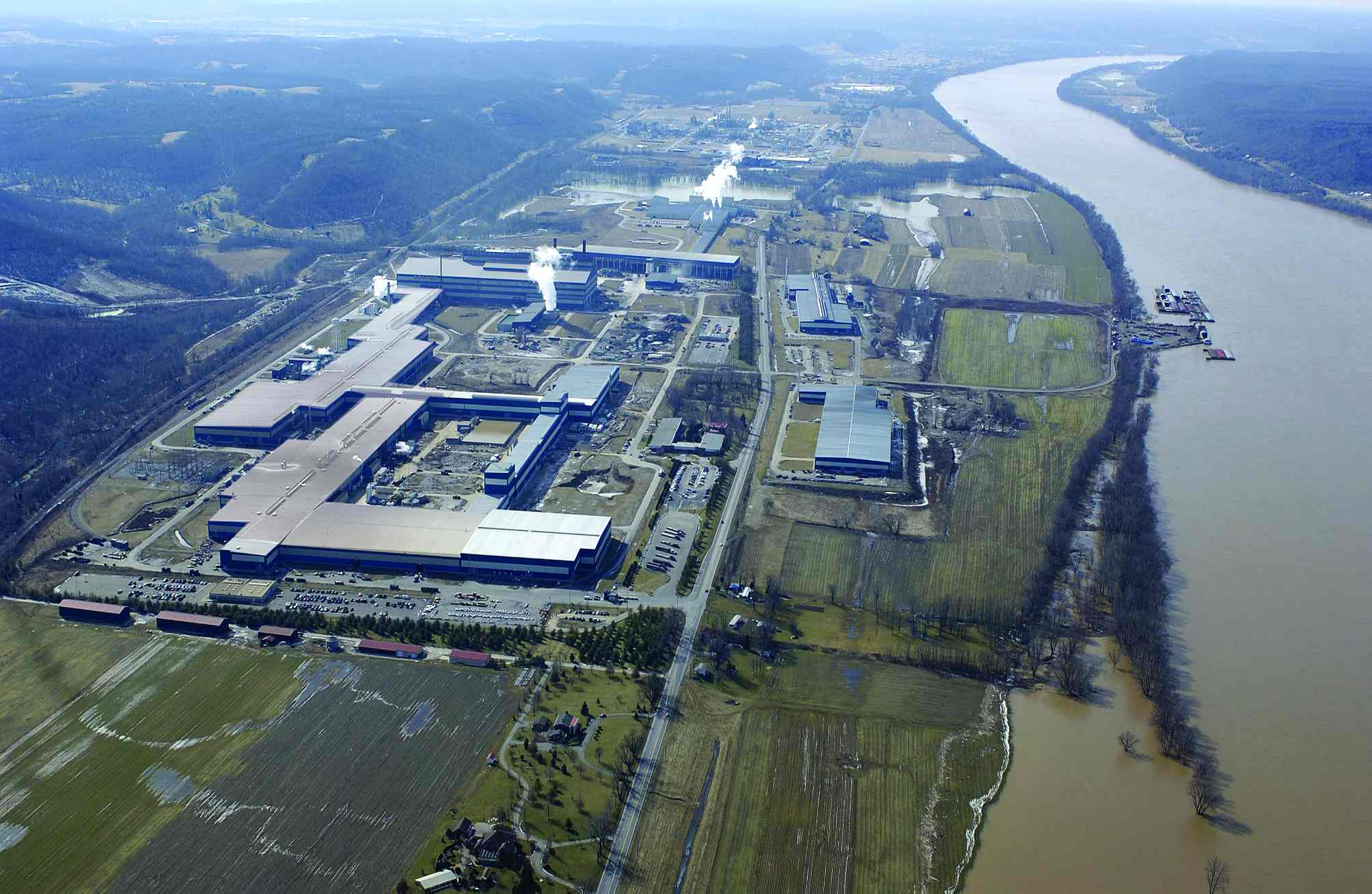
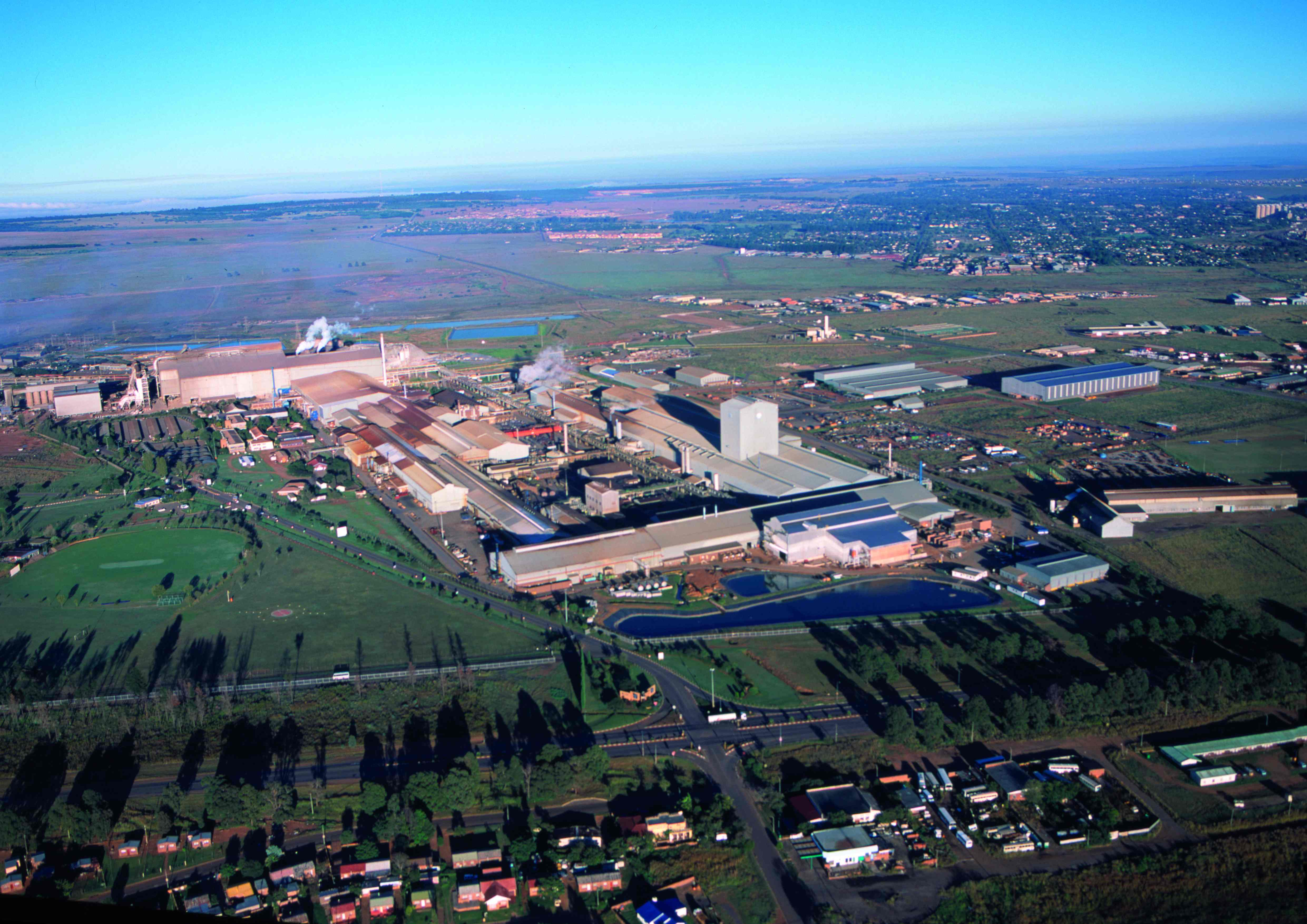
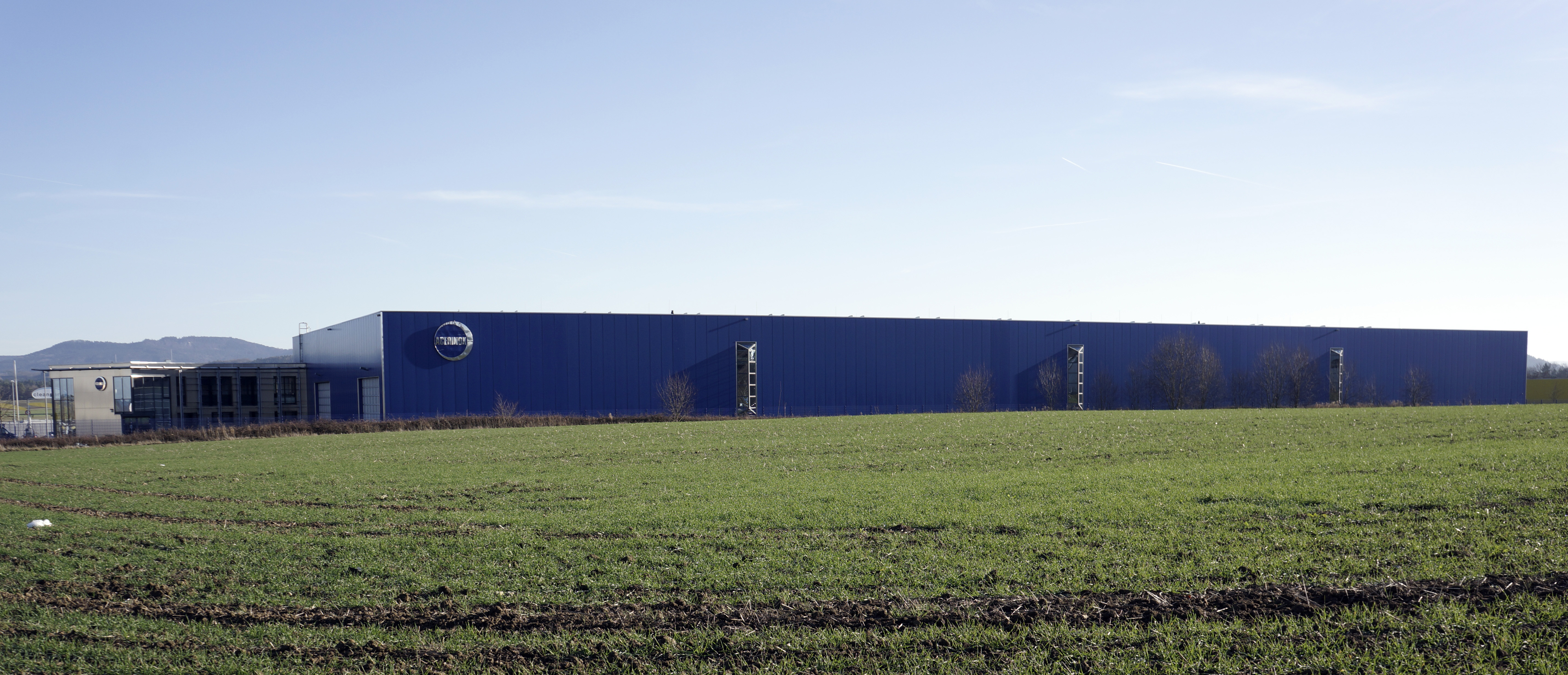
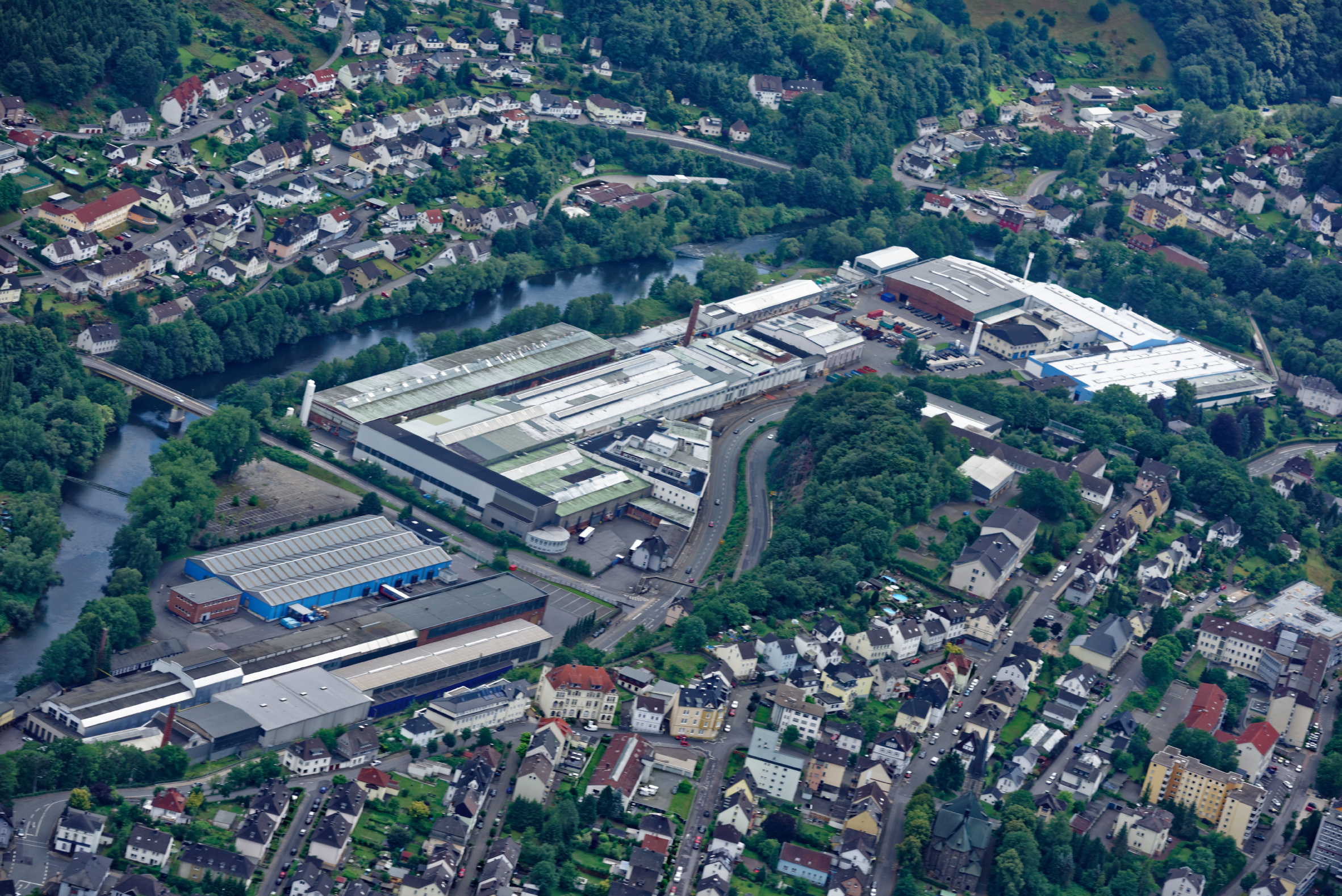

## Productos
- Productos planos: bobina (fleje) laminada en frío, bobina laminada en caliente, bobina negra, chapa/bobina lagrimada, chapa laminada en caliente, chapa laminada en frío, desbaste, discos, palanquilla, plate, pletina.[9]

- Productos largos: alambre, alambre con recubrimiento de color, alambre corrugado, alambrón, alambrón hexagonal, barra calibrada, barra corrugada en caliente, barra corrugada en frío, barra descortezada, barra negra, perfiles, rollo corrugado en caliente, rollo corrugado en frío y ángulos.[10]

## Red comercial
La red comercial del Grupo Acerinox incluye 36 filiales en más de 80 países repartidos entre los cinco continentes.
Cuenta con:
- 22 Centros de servicios
- 32 Almacenes
- 18 Oficinas comerciales

## Accionistas
| Matriz                                      | % de participación |
| ------------------------------------------- | ------------------ |
| Corporación Financiera Alba, S.A.           | 19,3%              |
| Bravo Andreu, Daniel                        | 5,7%               |
| Industrial Development Corporation (I.D.C.) | 3,5%               |
| Invesco, Ltd.                               | 1,2%               |
| Millennium Group Management LLC             | 1,0%               |